# Tetrapodophis
'
Tetrapodophis é um gênero extinto de cobras do Cretáceo Inferior no Brasil. É uma das cobras mais antigas e a única conhecida com quatro patas. A espécie-tipo, Tetrapodophis amplectus, foi descrita em 2015 com base num esqueleto completo (BMMS BK 2-2) preservado em um fragmento de calcário no Bürgermeister-Müller-Museum em Solnhofen, Alemanha. O material estava rotulado como "fóssil desconhecido" até que sua importância foi reconhecida pelo paleontólogo David Martill. O espécime foi mais tarde apontado como proveniente do Cretáceo Inferior na Formação Crato, situada no estado brasileiro do Ceará. O nome do gênero, Tetrapodophis, significa "cobra de quatro patas" em grego.